# Fly Away (canción de Lenny Kravitz)
«Fly Away» —en español: «Vuela»— es el cuarto sencillo del álbum 5 del cantante estadounidense Lenny Kravitz, lanzado en 1998. La canción fue escrita por Kravitz.
La canción lideró las listas de Mainstream Rock y Modern Rock Tracks, ambas de la revista Billboard de los Estados Unidos. Mientras en el Reino Unido también alcanzaría el número uno siendo su único sencillo hasta el momento en obtener dicha condición. También ocupó la ubicación número 12 en el Billboard Hot 100, la octava posición en el conteo Adult Top 40 y la séptima en Top 40 Mainstream. En 1999 «Fly Away» ganó un premio Grammy en la categoría de "mejor interpretación vocal de rock masculina".

## Lista de canciones
- CD 1

1. «Fly Away» – 3:41
2. «Fly Away» (Live Acoustic) – 4:03
3. «Believe» (Live Acoustic) – 5:14

- CD 2

1. «Fly Away» – 3:06
2. «Fly Away» (LP Versión) – 3:41
3. «Call Out Hook» – 0:10

## Posicionamiento y certificaciones
| Lista (1998–99)                         | Posición |
| --------------------------------------- | -------- |
| Alemania (Media Control AG)             | 15       |
| Australia                               | 8        |
| Austria                                 | 11       |
| Bélgica                                 | 11       |
| Canadá (Canadian Singles Chart)         | 3        |
| Estados Unidos (Billboard Hot 100)      | 12       |
| Estados Unidos (Modern Rock Tracks)     | 1        |
| Estados Unidos (Mainstream Rock Tracks) | 1        |
| Estados Unidos (Top 40 Mainstream)      | 7        |
| Estados Unidos (Adult Top 40)           | 8        |
| Francia                                 | 56       |
| Irlanda (IRMA)                          | 5        |
| Nueva Zelanda                           | 8        |
| Países Bajos                            | 49       |
| Reino Unido (UK Singles Chart)          | 1        |
| Suecia                                  | 22       |
| Suiza                                   | 19       |

| País        | Organismo certificador | Certificación | Ref.   |
| ----------- | ---------------------- | ------------- | ------ |
| Australia   | ARIA                   | Disco de Oro  | [ 15 ] |
| Reino Unido | BPI                    | Disco de Oro  | [ 16 ] |

## Sucesión en listas
| Anterior: «Slide» de Goo Goo Dolls | Estados Unidos Modern Rock Tracks — Sencillo Nro 1 21 de noviembre de 1998 — 28 de noviembre de 1998    | Siguiente: «Never There» de Cake                  |
| Anterior: «Psycho Circus» de Kiss  | Estados Unidos Mainstream Rock Tracks — Sencillo Nro 1 7 de noviembre de 1998 — 21 de noviembre de 1998 | Siguiente: «Turn the Page» de Metallica           |
| Anterior: «Maria» de Blondie       | Reino Unido UK Singles Chart — Sencillo Nro 1 14 de febrero de 1999 — 20 de febrero de 1999             | Siguiente: «Baby One More Time» de Britney Spears |